# ノルゲ (飛行船)
| ノルゲ号   |                                     |
| 船歴       |                                     |
| 起工       | 1923年                              |
| 初飛行     | 1926年（ノルゲ号として）            |
| 退役       |                                     |
| その後     | ノルウェー航空クラブに売却          |
| 性能諸元   |                                     |
| 重量       |                                     |
| 浮揚ガス   | 水素                                |
| ガス容積   | 19,000 m3                           |
| 全長       | 106 m                               |
| 直径       | 26 m                                |
| 機関       | マイバッハ発動機 3基 （合計780 hp） |
| 最大速度   | 115 km/h                            |
| ペイロード | 9,500 kg                            |
| 乗員       |                                     |

ノルゲ（Norge、「ノルウェー」の意）は、1926年5月12日、初めて北極点上空を飛んだと広く考えられているイタリア製の半硬式飛行船である。ヨーロッパ・アメリカ間の北極の氷冠を初めて飛び超えた航空機でもある。
この探検はリーダーである極地探検家ロアール・アムンセン、飛行船の設計者でありパイロットでもあるウンベルト・ノビレ、および資金を提供したノルウェー飛行クラブに属するアメリカの探検家リンカーン・エルズワースらによって行われた。

## 設計
ノルゲ号は、ウンベルト・ノビレが設計し、1923年に建造を開始したN級半硬式飛行船の最初のものである。ノルゲ号の売却契約には北極の自然環境に合わせて改装を行うことも含まれていた。金属枠で補強された気嚢が船首と船尾に配置され、両者は柔軟な金属パイプ製の竜骨で連結された。この部分は布で覆われ、物資保管用および居住用のスペースとなった。3基のエンジン用ゴンドラと、離して配置された操縦室は、竜骨の下部に取り付けられた。ノルゲ号はシュッテ＝ランツ社が開発した十字形尾翼を装備した最初のイタリア製半硬式飛行船だった。

## 北極探検
1925年、アムンセンはノビレに電報を送ってオスロに招き、飛行船による北極横断飛行を提案した。ノビレは、その時点で存在するN-1飛行船はその目的には重すぎると判断し、工事中だったN級飛行船を使うことを提案した。しかしアムンセンは1926年までに準備が完了することをゆずらなかったため、ノビレは寒冷な気候で長距離飛行を行うためにN-1の改造をしなければならなかった。ノルウェー人はノビレが準備したN-1を購入する契約を結び、飛行船の名を「ノルゲ」と改めた。
北極横断飛行は1926年3月29日、ローマからスタートした。途中イングランドのパルハム（Pulham）で2日間停泊したあと、4月14日にノルウェーのオスロに飛んだ 。その後レニングラード（現サンクトペテルブルク）経由でノルウェー北部のヴァドソーに到着した。そこには今でも飛行船係留塔が立っている。探検行はそこからさらにバレンツ海を横断してスヴァールバル諸島のニーオーレスンにあるキングズベイまで進んだ 。ノビレはそこでフォッカー機による北極飛行の準備をしているリチャード・バードに会った 。ノビレは、ノルゲ号が北極とアラスカの間の、海図のない、知られざる陸地が有ると考えられている地域を飛ぶのだと説明した。その時点で彼はロバート・ピアリーがすでに北極に到達したと信じていた 。それが北極横断前の最後の休止であった。飛行船は5月11日の午前9時55分にニーオーレスンを飛び立ち、北極の氷を横断する最後の航程に向かった。

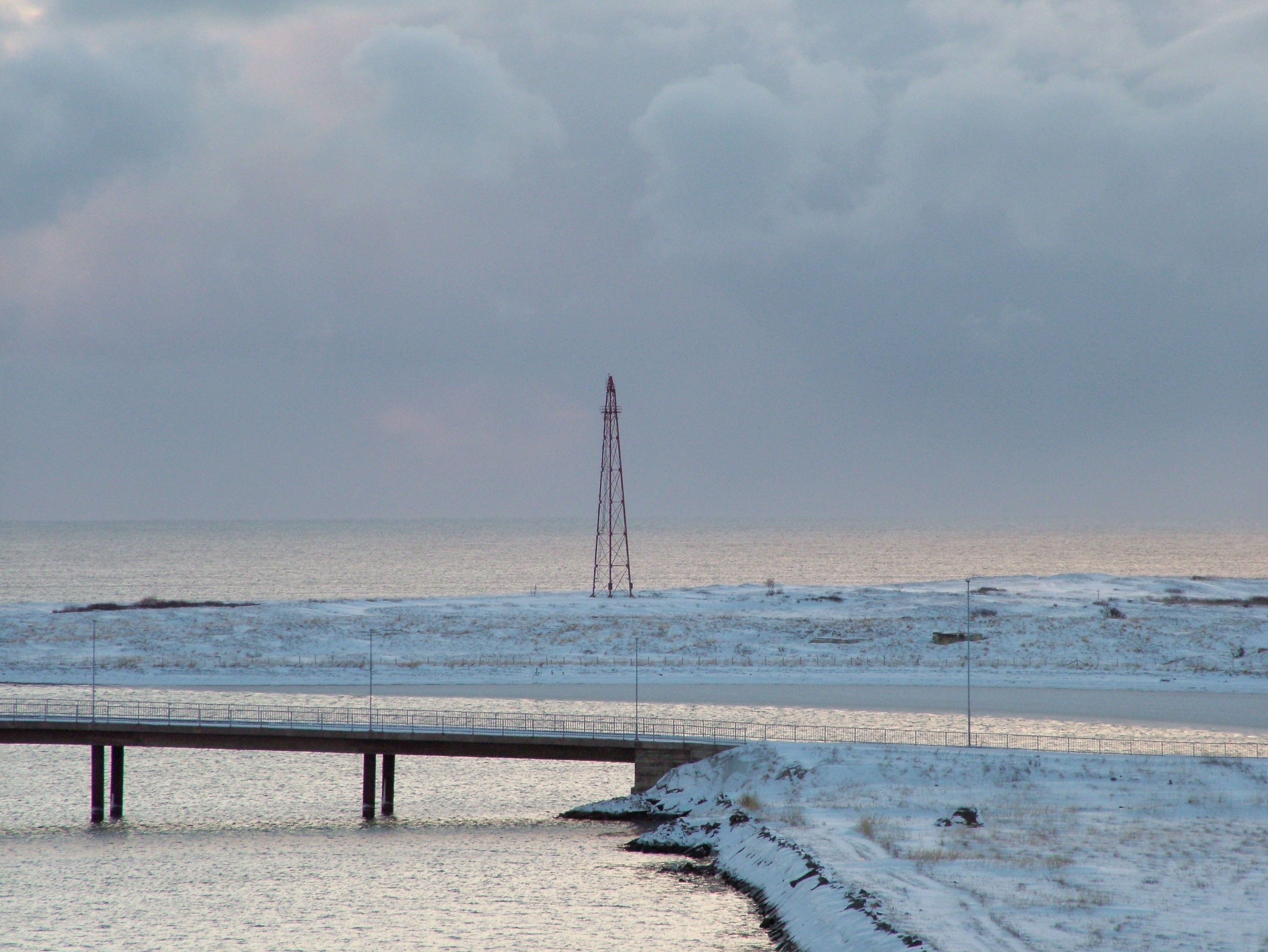
ヴァドソーの係留塔

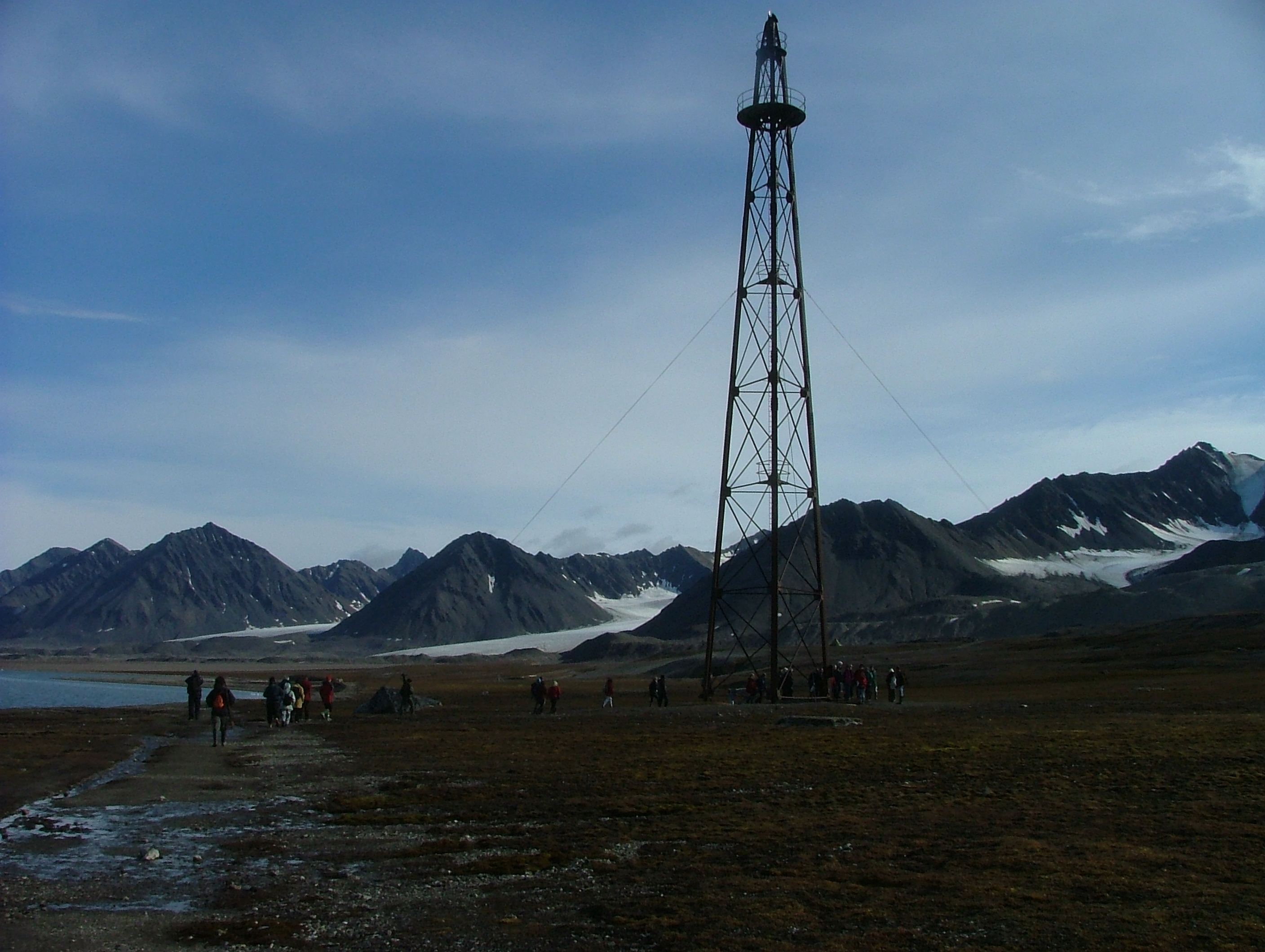
ニーオーレスンの係留塔

探検隊16名のうちアムンセン以外の15名は以下のとおりである。他にノビレの愛犬ティティーナも乗船していた 。
- ウンベルト・ノビレ - 飛行船の設計者兼パイロット
- リンカーン・エルズワース - 極地探検のスポンサー
- オスカー・ウィスティング - 極地探検家、舵手
- ヒャルマー・リーセル＝ラルセン（Hjalmar Riiser-Larsen）中尉 - 航法士
- Emil Horgen中尉 - 昇降舵操作員
- Birger Gottwaldt大尉 - 無線エキスパート
- フィン・マルムグレン博士 - ウプサラ大学の気象学者[1]
- フレドリック・ラム - ジャーナリスト
- Frithjof Storm-Johnsen - 無線技師
- Oscar Omdal空軍中尉 - 航空機関士
- イタリア人乗組員
  - Cecioni、Rigger Alesandrini - チーフ・メカニック
  - Arduino、Caratti、Pomella - エンジンメカニック

彼らは5月12日午前1時25分（GMT）に北極点に達した。ノルウェーとアメリカとイタリアの旗がその地点の氷上に飛行船から投下された。アムンセンは後日、飛行船はノビレの下で空のサーカス馬車のようになったと苦々しく回想している。
5月14日、飛行船はアラスカ州テラーのエスキモーの村に到達した。天候が悪化しており、目的地であるアラスカ州ノームに飛行を続けることを諦め、当地に着陸を余儀なくされたのである。
ノルゲ号の前に3回の北極点到達の主張がなされている - 1908年のフレデリック・クック、1909年のロバート・ピアリー、それに1926年（ノルゲ号のほんの数日前）のリチャード・E・.バードである。これらについてはいずれもその精確さへの疑問や、明白な詐欺ではないかといった議論がある。こうしたノルゲ号以前の北極点到達についての論者の中には、ノルゲ号の乗組員こそが北極点に確実に到達した探検家であると考える者もいる。
ノルゲ号がテラーに着陸して小さな無線機を見つけるまでの3日間、ノルゲ号の無線は彼らの状況を送信することができなかった。北極を横切った後、飛行船を覆った氷の被膜は成長を続け、プロペラで吹き飛ばされたその破片は船体の外皮に穴を開けていた。ノビレは、修理できないほど多くの穴が開いたと報告している。
ノルゲ号は後にノルウェー航空クラブ（Norwegian Aero Klubb）に売却され、名前も変更された。

## 参考
1. 1 2 3 4 5 6 7 8  Nobile
2. ↑  Kumpch 1996. アムンセンは自身のノートに朝の2時20分に高度200mで北極点に到達したこと、気温は摂氏マイナス11度であったことを記録している。
3. ↑  http://www.spitsbergenairshipmuseum.com/items/Items/ppages/ppage28.htm
4. ↑  http://www.nak.no/fallskjerm/html/su/seminar/Fagseminar%202008/NLF%20100%20%C3%A5r%20Informasjonsskriv%20sponsorer.pdf

- Nobile, Umberto. 1960. Land or Ocean? Umberto Nobile Explores the North Pole Terrain. Kenneth Leish. Columbia University Oral History Research Office. Retrieved 2008-07-07
- Kumpch, Jens-Uwe. 1996. Tote Helden sind wahre Helden. Textarchiv : Berliner Zeitung Archiv (German) Retrieved 2008-07-07